# Michel Villot de La Tour
Michel Villot de La Tour, né le 16 juin 1752 à Toul (Trois-Évêchés) et mort le 18 avril 1820 à Bourbonne-les-Bains, est un général de brigade de la Révolution française.

## États de service
Il entre en service en 1770, et il participe à la campagne en Amérique de 1780 à 1783.
Le 3 août 1791, il devient lieutenant-colonel au 102e régiment d’infanterie de ligne, et il fait les campagnes de 1792 et 1793, à l’armée de la Moselle.
Le 8 mars 1793, il est nommé colonel commandant le 102e régiment d’infanterie de ligne, et il est promu général de brigade le 15 mai 1793. Ignorant sa promotion, il ne rejoint pas son affectation, et il est arrêté le 18 juillet 1793, par ordre des représentants auprès de l’armée de la Moselle, sur dénonciation d’officier de son régiment. Libéré de prison, il est réformé avec le grade de chef de brigade.
Il est admis à la retraite le 6 juin 1811.
Il meurt le 18 avril 1820.

## Sources
- (en) « Generals Who Served in the French Army during the Period 1789 - 1814: Eberle to Exelmans »
- Michel Villot  sur roglo.eu
- (pl) « Napoléon.org.pl »
- Léon Hennet, Etat militaire de France pour l’année 1793, Siège de la société, Paris, 1903, p. 167.
- Paul Jeannin-Naltet, Michel Villot de la Tour (1753-1820), général sans le savoir et sous-préfet, Annales de Bourgogne n°54, Janvier 1997